# Truyện ma

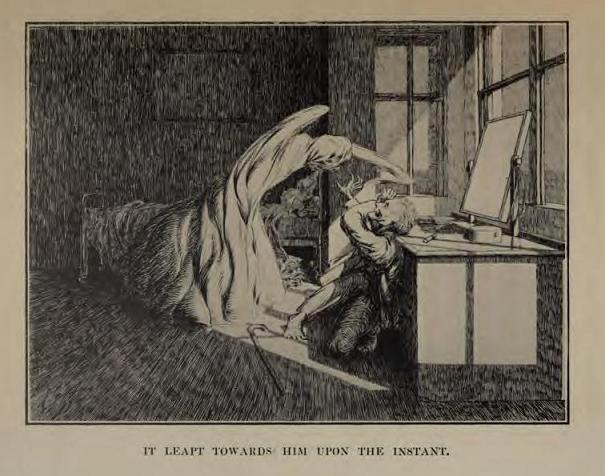
Minh họa của James McBryde cho câu chuyện "Oh, Whistle, And I'll Come To You, My Lad" của M. R. James.

Truyện ma có thể là bất kỳ tác phẩm hư cấu, hoặc vở kịch nào đề cập đến ma, hoặc chỉ đơn giản là lấy làm tiền đề cho khả năng ma có thật hoặc niềm tin của nhân vật về sự tồn tại của chúng. "Ma" có thể tự xuất hiện hoặc được triệu hồi bằng phép thuật. Ma thường liên kết với quan niệm "ma ám", tức là hiện tượng một thực thể siêu nhiên gắn liền với địa điểm, đồ vật hoặc con người nào đó.
Nói một cách thông tục, thuật ngữ "truyện ma" có thể đề cập đến bất kỳ loại truyện đáng sợ nào. Theo nghĩa hẹp hơn, truyện ma đã được phát triển thành một dạng truyện ngắn, thuộc thể loại hư cấu.
Mặc dù truyện ma thường rõ ràng có chủ đích là hù dọa độc giả, nhưng chúng có thể được viết để phục vụ mọi nhu cầu, từ tấu hài cho đến câu chuyện về đạo đức. Ma thường xuất hiện trong truyện kể với vai trò là lính gác hoặc tiên tri cho những sự kiện sắp xảy ra. Niềm tin về ma xuất hiện ở mọi nền văn hóa trên thế giới, và do đó truyện ma có thể lưu truyền dưới dạng truyền khẩu hoặc văn viết.

## Lịch sử

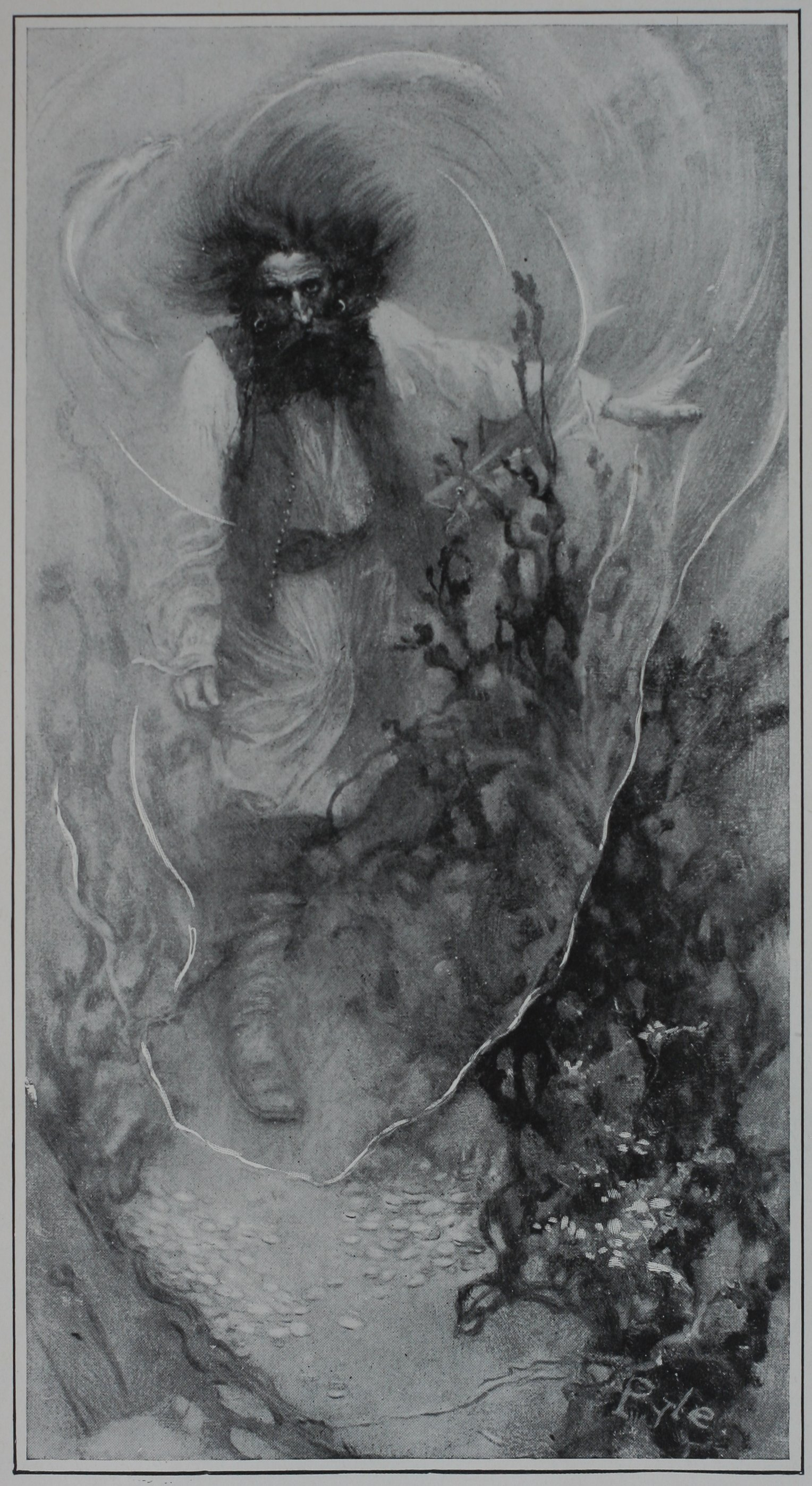
Hồn ma của hải tặc, trong tác phẩm Book of Pirates của Howard Pyle (1903)

Niềm tin phổ biến về ma thường cho rằng chúng hình thành từ cõi mơ hồ, hư không, hoặc không dễ gì nắm bắt. Các nhà nhân loại học liên kết quan niệm này với niềm tin từ xưa rằng ma là con người bên trong con người (linh hồn của người đó), dễ nhận thấy nhất trong các nền văn hóa cổ đại là hơi thở của một người, khi thở ra ở vùng có khí hậu lạnh thì sẽ xuất hiện dưới dạng sương trắng. Niềm tin về ma có mặt ở mọi nền văn hóa trên thế giới, và do đó truyện ma có thể mang tính truyền khẩu hoặc tồn tại dưới dạng chữ viết.
Truyện kể lúc lửa trại là một hình thức của kể chuyện truyền miệng, thường thuật lại chi tiết những câu chuyện ma, hoặc câu chuyện đáng sợ khác. Một vài câu chuyện đã tồn tại từ nhiều thập kỷ, với nhiều dị bản trải dài trên nhiều nền văn hóa. Nhiều trường học và tổ chức giáo dục khuyến khích kể chuyện ma như một phần trong chương trình học môn văn.
Năm 1929, M. R. James xác định 5 đặc điểm chính của truyện ma Anh trong tác phẩm "Some Remarks on Ghost Stories" (Vài điểm đáng lưu ý về truyện ma). Theo tóm tắt của Frank Coffman trong một khóa học về văn học hư cấu đại chúng, những đặc điểm đó là:
- Giả bộ mà như thể là thật
- "Mỗi sự kinh hoàng dễ chịu"
- Cảnh đổ máu hoặc nhạy cảm không phải tự dưng mà có
- Không "có lời giải thích về động cơ"
- Bối cảnh: "Thời đại mà tác giả (và độc giả) đang sống"

Sự ra đời của pulp magazine vào đầu thập niên 1990 mở ra hướng đi mới cho việc xuất bản truyện ma. Chúng bắt đầu xuất bản trong những ấn phẩm như Good Housekeeping và The New Yorker.

## Văn học

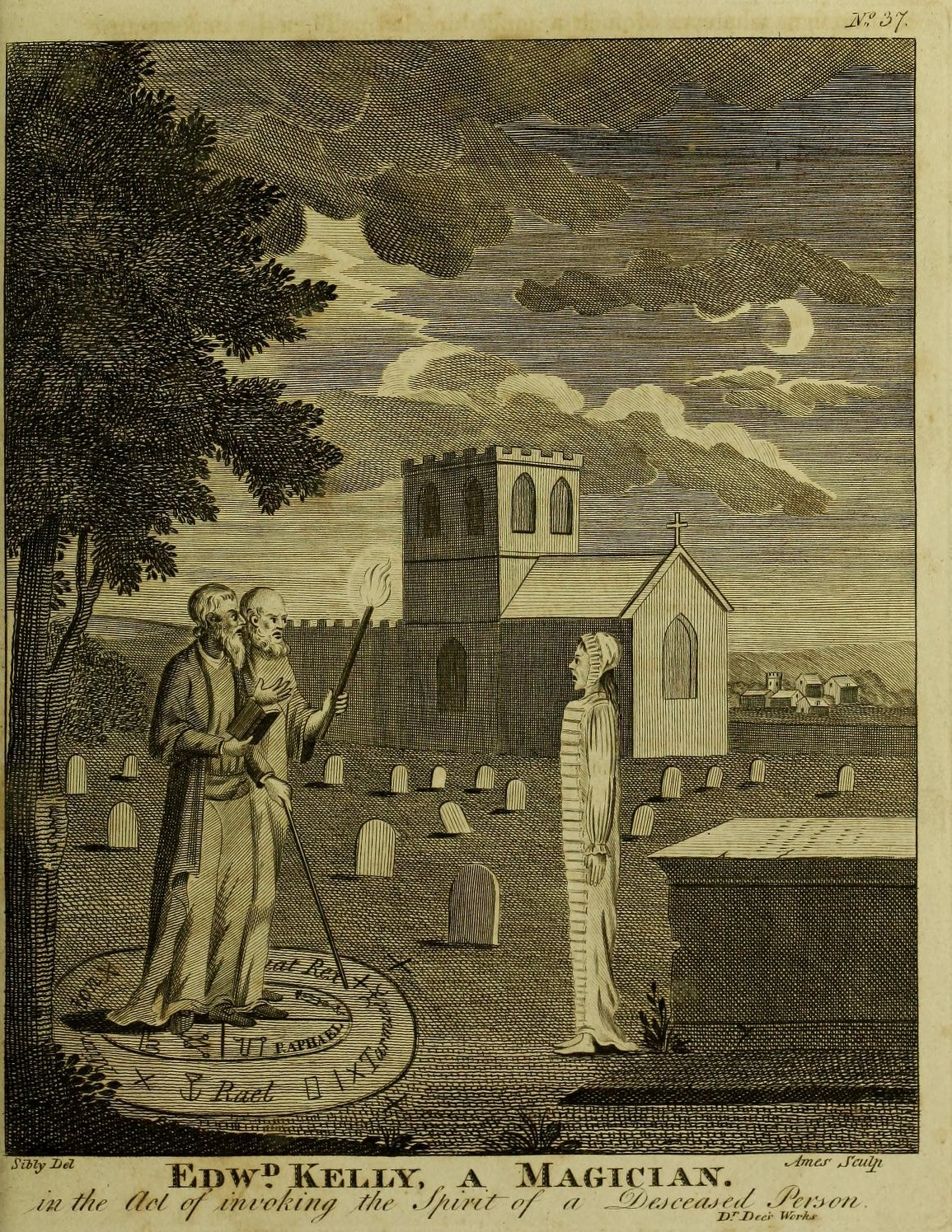
John Dee và Edward Kelley gọi vong từ một người chết (từ tranh khắc Astrology của Ebenezer Sibly, 1806)

### Ví dụ ban đầu
Ma trong thế giới cổ đại thường hiện diện dưới dạng hơi hoặc khói, nhưng có một số thời điểm chúng được mô tả là hữu hình, xuất hiện với hình dạng như lúc mới chết với toàn thân đầy những vết thương. Linh hồn người chết xuất hiện sớm nhất trong văn học là từ sử thi Odyssey của thi hào Homeros. Trong tác phẩm có đoạn kể về một cuộc hành trình đến âm phủ và người anh hùng chạm trán với hồn ma của người chết. Kinh Cựu ước cũng có đề cập đến bà Phù thủy xứ Endor gọi vong của nhà tiên tri Samuel.
Vở kịch Mostellaria của nhà soạn kịch người La Mã Plautus là tác phẩm nổi tiếng sớm nhất đề cập đến nơi ở bị ma ám. Vở kịch này đôi khi được dịch sang tiếng Anh là The Haunted House (Ngôi nhà ma ám). Một câu chuyện từ xưa khác kể về địa điểm bị ma ám bắt nguồn từ chuyện kể của Gaius Plinius Caecilius Secundus (khoảng năm 50). Plinius mô tả về một ngôi nhà ở Athens bị con ma xiềng xích ám, nguyên mẫu này đã trở nên quá quen thuộc trong văn học giai đoạn về sau.
Ma cũng thường xuất hiện trong bi kịch của nhà văn người La Mã Seneca. Ông là người sau này có tầm ảnh hưởng đến sự hồi sinh của bi kịch trong giai đoạn Phục hưng, đặc biệt là Thomas Kyd và Shakespeare.
Nghìn lẻ một đêm chứa đựng một số câu chuyện ma, thường có sự hiện diện của jinn (còn có cách đọc khác là djinn), ghoul và tử thi. Một số tác phẩm văn học Ả Rập thời Trung Cổ khác, chẳng hạn như Rasa'il Ikhwan al-Safa' cũng bao hàm những câu chuyện ma.
Tác phẩm Nhật Bản ra đời vào thế kỷ 11 là Truyện kể Genji cũng bao gồm truyện ma và một số nhân vật bị hồn ma ám.

### Sân khấu Anh thời Phục hưng

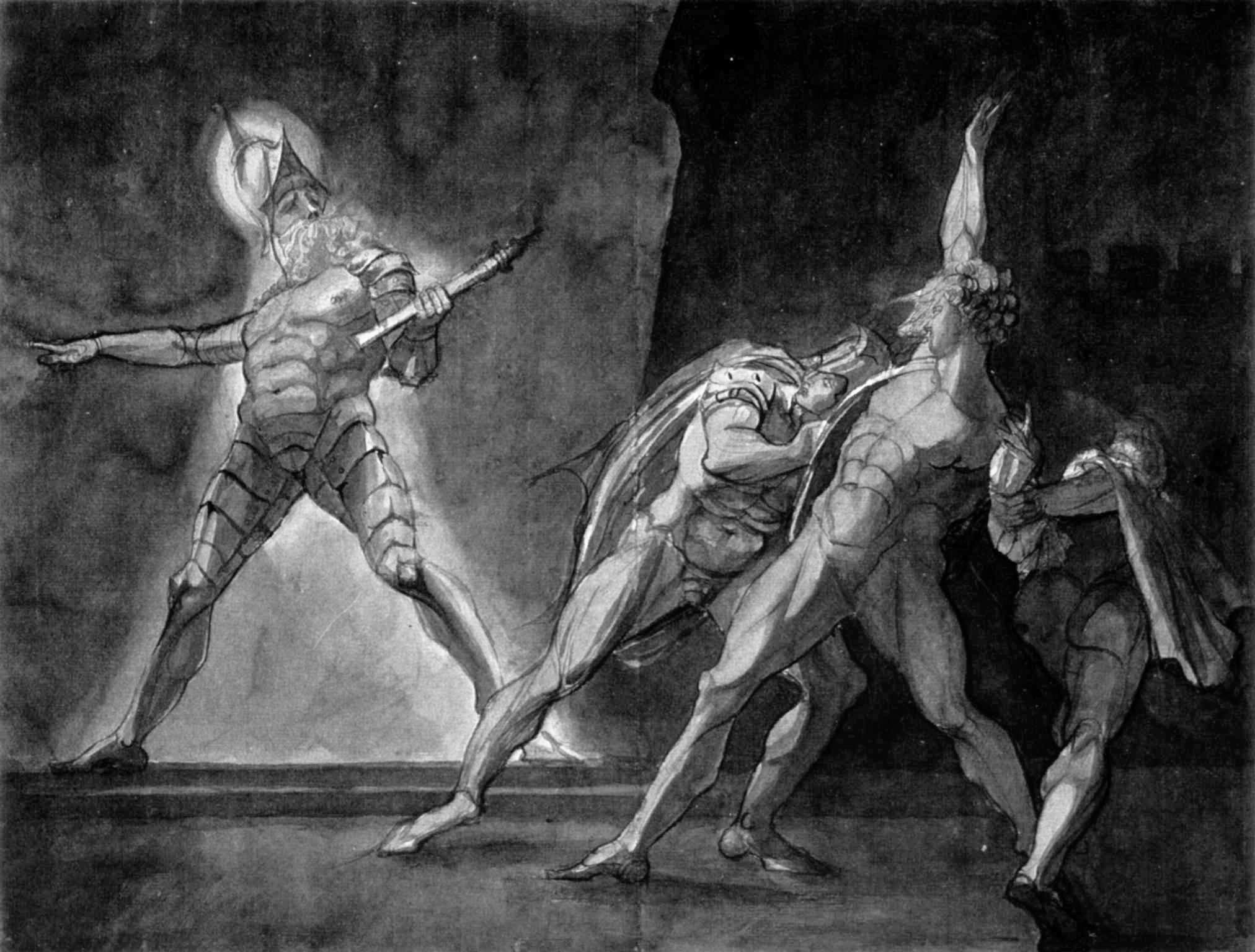
"Hamlet và hồn ma của vua cha" của họa sĩ Henry Fuseli (tranh vẽ thập niên 1780). Hồn ma mặc áo giáp tấm cách điệu theo phong cách thế kỷ 17, bao gồm mũ bảo hiểm kiểu morion và tasset. Mô tả về hồn ma mặc áo giáp để gợi cảm giác hoài cổ rất phổ biến ở sân khấu Anh thời Elizabeth

Giữa thế kỷ 16, các nhà nhân văn người Ý đã tái khám phá lại những tác phẩm của Seneca, và những tác phẩm đó trở thành khuôn mẫu cho sự hồi sinh của bi kịch. Ảnh hưởng của Seneca xuất hiện rõ rệt trong tác phẩm The Spanish Tragedy của Thomas Kyd và Hamlet của Shakespeare. Cả 2 tác phẩm đều chọn báo thù làm chủ đề, xác chết la liệt ở cao trào, và ma xuất hiện trong phân vai. Ma trong vở kịch Richard III không khác gì khuôn mẫu của Seneca, trong khi ma của Hamlet thì lại đóng vai trò phức tạp hơn. Bóng ma của người cha bị ám sát trong Hamlet trở thành một trong những hồn ma nổi bật nhất trong văn học Anh. Trong tác phẩm khác của Shakespeare là Macbeth, Banquo bị sát hại xuất hiện dưới dạng bóng ma trước sự thất thần của Macbeth.

### "Thời kỳ hoàng kim của truyện ma"

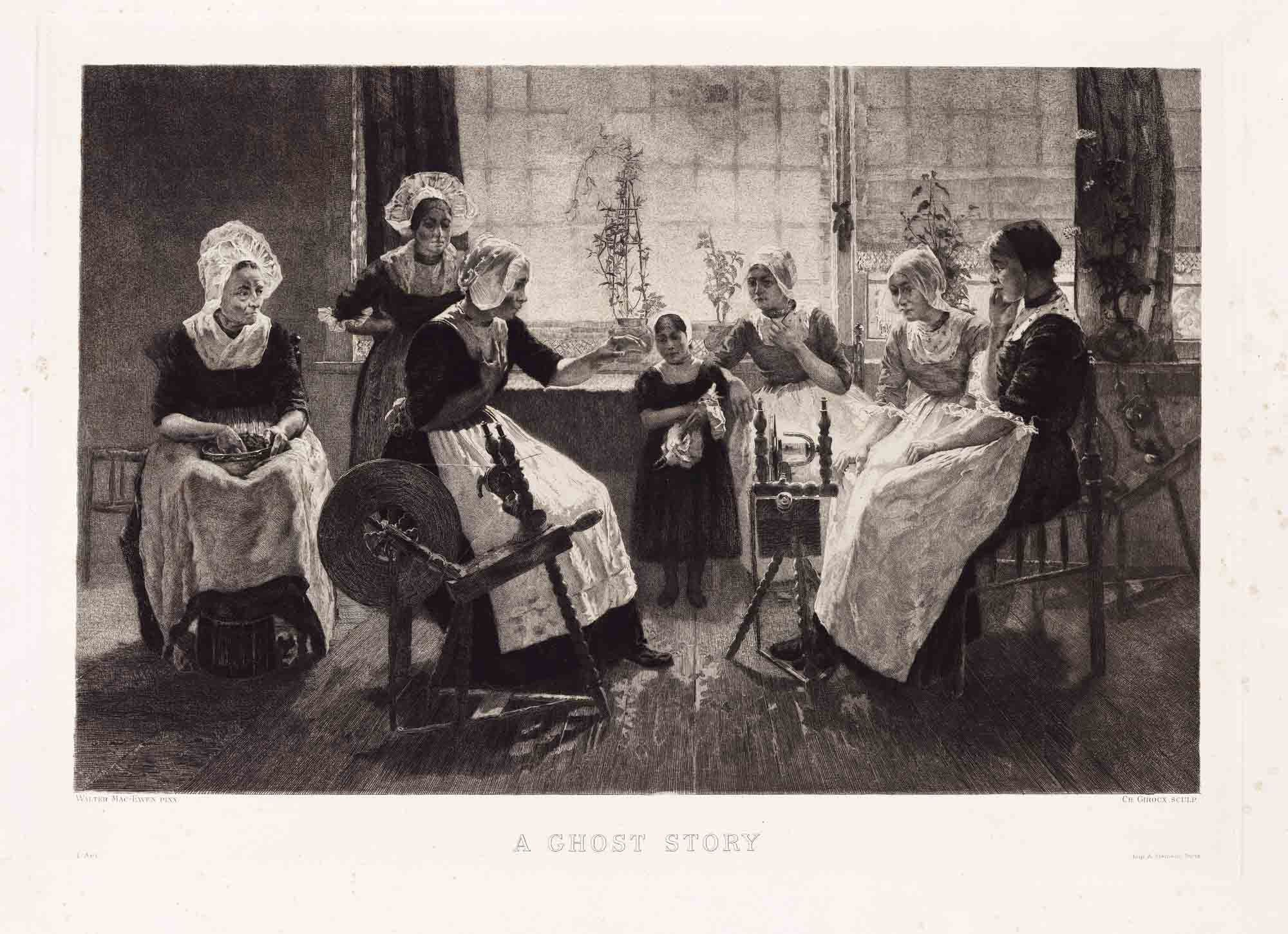
Mô tả về một người phụ nữ kể chuyện ma.

Sử gia chuyên nghiên cứu về truyện ma là Jack Sullivan lưu ý rằng nhiều nhà phê bình văn học lập luận rằng "thời kỳ hoàng kim của truyện ma" tồn tại giữa sự suy tàn của dòng tiểu thuyết goth trong thập niên 1830 và lúc chiến tranh thế giới thứ nhất bắt đầu. Sullivan lập luận rằng tác phẩm của Edgar Allan Poe và Sheridan Le Fanu mở đầu cho "thời kỳ hoàng kim" này.
Tác giả người Ireland Sheridan Le Fanu là một nhà văn truyện ma có tầm ảnh hưởng nhất. Tuyển tập của Le Fanu, chẳng hạn như In a Glass Darkly (1872) và The Purcell Papers (1880) góp phần phổ biến truyện ma thông qua hình thức truyện ngắn. Charlotte Riddell (viết tác phẩm hư cấu dưới bút danh là J. H. Riddell) sáng tạo ra truyện ma vận dụng khéo léo chủ đề ngôi nhà ma ám.

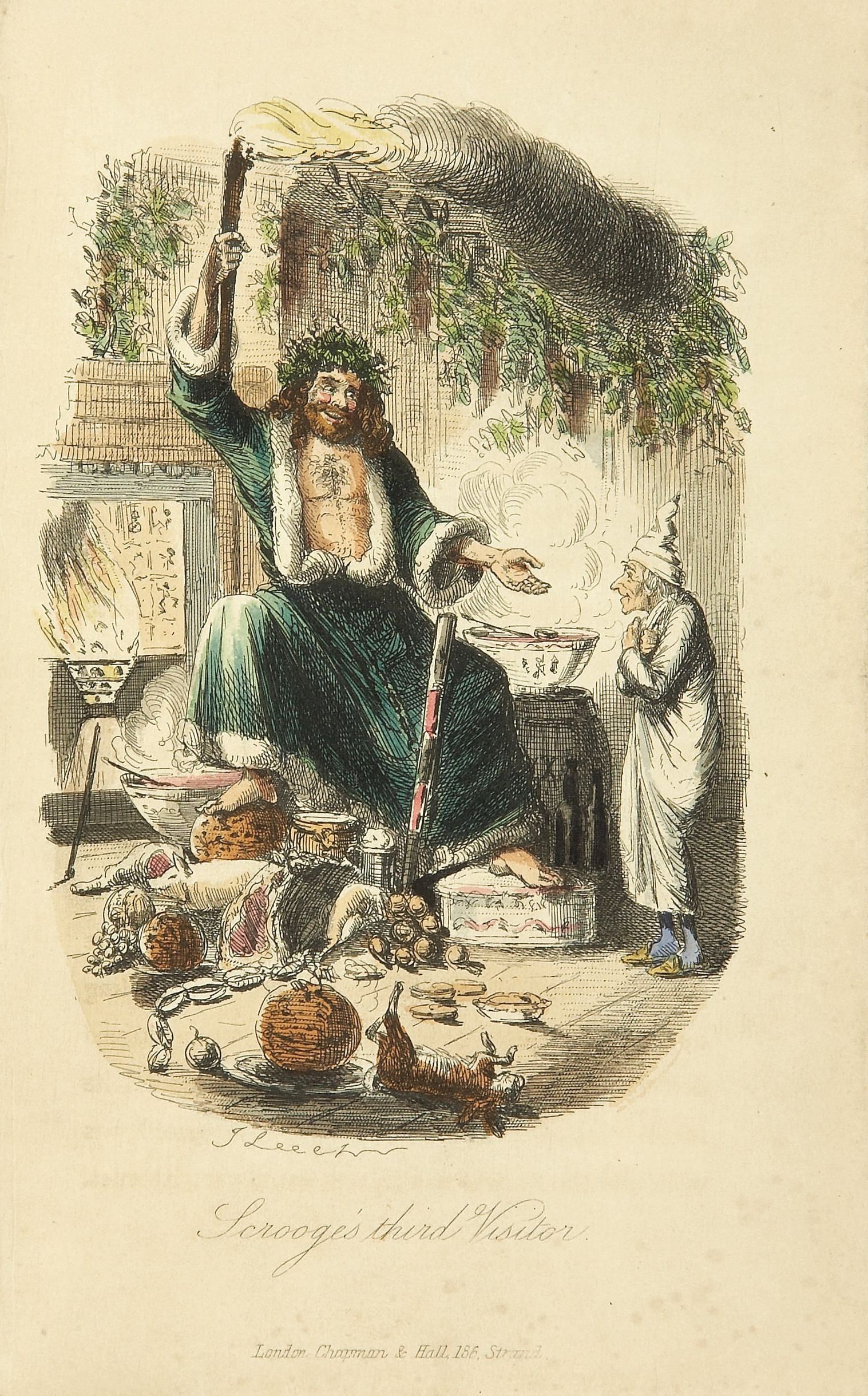
Bản khắc thế kỷ 19 của John Leech về Hồn ma Giáng sinh Hiện tại trong tác phẩm Hồn ma đêm Giáng sinh của Charles Dickens

Truyện ma "kinh điển" trỗi dậy vào thời đại Victoria, với những tác giả như M. R. James, Sheridan Le Fanu, Violet Hunt, và Henry James. Truyện ma kinh điển chịu ảnh hưởng từ truyền thống của dòng tiểu thuyết goth, và chứa đựng một số yếu tố văn hóa dân gian và tâm lý. M. R. James tóm tắt những yếu tố mà truyện ma phải có là "ác tâm và kinh khủng, cái nhìn của những khuôn mặt độc ác, 'cái điệu cười nhăn nhở lạnh lùng đầy ác ý', đuổi theo những dáng hình trong màn đêm thăm thẳm', tất cả đều hội tụ về một chỗ, và nhuốm một chút máu với sự tính toán kỹ lưỡng và cẩn thận chu đáo..."
Hiện tượng ma quỷ hiện hình nổi tiếng trong văn học thời đại Victoria là bóng ma trong tác phẩm Hồn ma đêm Giáng sinh của Charles Dickens. Nhân vật Ebenezer Scrooge được hồn ma của đồng nghiệp cũ Jacob Marley giúp đỡ để nhận ra sai lầm trong cách sống, và sau đó là sự xuất hiện của hồn ma của Giáng sinh Quá khứ, Hiện tại và Tương lai. Ngoài ra, Dickens cũng viết một truyện ma khác là "The Signal-Man".

#### Phong cách của James
David Langford cho rằng tác giả người Anh M. R. James là người viết nên "những chính điển của truyện ma có tầm ảnh hưởng nhất". James đã hoàn thiện một phương pháp kể chuyện yêu cầu việc loại bỏ nhiều yếu tố của dòng goth truyền thống. Câu chuyện kinh điển kiểu James thường bao gồm các yếu tố sau:
- Một bối cảnh tiêu biểu ở làng quê, thị trấn ven biển hoặc điền trang ở vùng nông thôn Anh; thị trấn cổ kính ở Pháp, Đan Mạch hoặc Thụy Điển; hoặc một tu viện hoặc trường đại học khả kính.
- Một học giả lịch thiệp nhưng không rõ danh tính và ngây thơ đóng vai nhân vật chính (thường có tính dè dặt).
- Việc khám phá ra cuốn sách cũ hoặc đồ vật cổ nào đó vô tình mở ra, kích động cơn thịnh nộ, hoặc ít nhất là thu hút sự chú ý không mong muốn từ mối đe dọa siêu nhiên, thường là từ bên ngoài nấm mồ.

Theo James, câu chuyện phải "đặt người đọc vào vị trí tự nói với chính mình, 'Nếu mình mà không cẩn thận, thì những điều kiểu này có thể xảy đến!'". Ông cũng là bậc thầy trong kỹ thuật tường thuật các sự kiện siêu nhiên thông qua ngụ ý và gợi ý, để cho độc giả tự tìm ra câu trả lời, và tập trung vào những chi tiết vụn vặt trong bối cảnh và nhân vật, từ đó khiến cho những yếu tố khủng khiếp và lạ lùng trở thành cái thở phào nhẹ nhõm. Ông tóm tắt cách tiếp cận của mình trong lời nói đầu của tuyển tập Ghosts and Marvels (Oxford, 1924): "Đối với tôi, hai thành phần có giá trị nhất trong việc bịa ra một câu chuyện ma là bầu không khí và giải quyết tốt phần phần đỉnh điểm.... Sau đó, hãy giới thiệu với chúng tôi dàn nhân vật một cách tự nhiên; sau đó hãy để chúng tôi thấy công chuyện thường nhật của họ bị quấy rối bởi điềm chẳng lành [...]; và trong hoàn cảnh tĩnh lặng này, hãy để những thứ đáng sợ lộ diện, đừng để lộ hết sớm quá, sau đó càng lúc càng xuất hiện nhiều hơn, cho đến khi nó chiếm được đất diễn."
Ông cũng lưu ý rằng: "Theo tôi, một điều kiện cần thiết khác là hồn ma phải thật hiểm ác hoặc đáng ghê tởm: ma quỷ hiện hình dễ mến và tử tế đều thật tuyệt vời trong truyện cổ tích hoặc truyền thuyết địa phương, nhưng tôi không bao giờ sử dụng chúng trong truyện ma hư cấu."
Mặc dù James khuyên rằng nhà văn cần phải có sự tiết chế trong các tác phẩm của họ (theo luận văn "Stories I Have Tried to Write" (Những câu chuyện mà tôi cố viết)), nhưng chính bản thân ông cũng khắc họa những cảnh và hình ảnh đậm chất bạo lực và dã man gây hoang mang cho độc giả.

### Nhà văn Mỹ thế kỷ 19
Nhà văn Mỹ bắt đầu sáng tạo nên truyện ma theo phong cách riêng của họ dựa trên ảnh hưởng từ khuôn mẫu của Anh và Đức. Truyện ngắn The Legend of Sleepy Hollow (1820) của Washington Irving là tác phẩm dựa trên hình tượng kỵ sĩ không đầu trong câu chuyện dân gian xưa ở Đức. Tác phẩm văn học đã nhiều lần được chuyển thể thành phim điện ảnh và truyền hình, chẳng hạn như Sleepy Hollow (1999). Ngoài ra, Irving cũng viết "The Adventure of the German Student". Edgar Allan Poe có viết một số truyện ma, chẳng hạn như "The Masque of the Red Death" và "Morella".
Cuối thế kỷ 19, các nhà văn dòng chính ở Mỹ như Edith Wharton, Mary E. Wilkins Freeman và F. Marion Crawford đều viết truyện ma. Henry James cũng viết một số truyện ma, trong đó có tiểu thuyết nổi tiếng Chuyện Ma Ám Ở Trang Viên Bly. Tiểu thuyết của Henry James đã xuất hiện trong nhiều tác phẩm chuyển thể, đáng chú ý là phim điện ảnh The Innocents và vở opera The Turn of the Screw của Benjamin Britten.

### Hài kịch và ballad
Truyện ngắn châm biếm "The Canterville Ghost" (1887) của Oscar Wilde đã nhiều lần được chuyển thể thành phim điện ảnh và truyền hình.
Tại Hoa Kỳ, trước và trong chiến tranh thế giới thứ nhất, các nhà văn hóa dân gian như Olive Dame Campbell và Cecil Sharp sưu tầm những bản ballad của người dân dãy Appalachia, bao gồm các chủ đề ma quái như "The Cruel Ship's Carpenter", "The Suffolk Miracle", "The Unquiet Grave", và "The Wife of Usher's Well". Chủ đề của những bản ballad thường là sự trở về của người tình đã khuất. Những bài hát này là biến thể của những bản ballad truyền thống ở Anh lưu truyền qua nhiều thế hệ bởi người miền núi có gốc gác là dân ở vùng biên giới Anh-Scotland.

### Kinh dị tâm lý
Trong thời đại Edward, Algernon Blackwood (người kết hợp truyện ma với chủ nghĩa thần bí tự nhiên), Oliver Onions (truyện ma của người này có yếu tố kinh dị tâm lý), và William Hope Hodgson (truyện ma của ông có chứa yếu tố hàng hải và khoa học viễn tưởng) là những người góp phần giúp truyện ma phát triển theo hướng mới.

### Kaidan

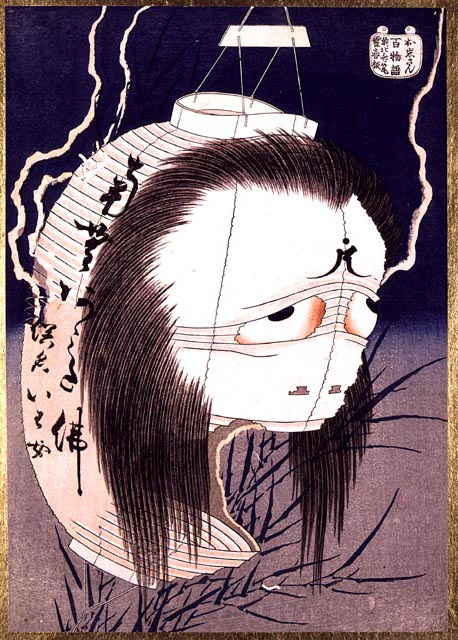
Tranh của Hokusai. Minh họa cho truyện kaidan cổ điển Yotsuya từ tuyển tập Hyaku monogatari. Hồn ma của Oiwa hiện hình dưới dạng chōchin-obake

Kaidan (怪談) là một dạng truyện ma Nhật Bản. Kaidan bắt đầu được sử dụng trong tiếng bản ngữ kể từ khi trò chơi Hyakumonogatari Kaidankai (百物語怪談会) trở nên phổ biến vào thời kỳ Edo. Sự phổ biến của trò chơi cũng như việc được một xưởng in mua lại dẫn đến sự ra đời của thể loại văn học Kaidanshu. Kaidan không nhất thiết phải là truyện kinh dị, chúng có thể "buồn cười, hoặc kỳ quặc, hoặc chỉ đơn thuần là kể về một điều kỳ lạ chỉ xảy ra một lần".
Lafcadio Hearn đã xuất bản Kwaidan: Stories and Studies of Strange Things vào năm 1904 dưới dạng tuyển tập truyện ma Nhật Bản do ông sưu tầm và sau đó được dựng thành phim. Cuốn sách "được xem là lời giới thiệu đầu tiên về mê tín ở Nhật Bản đến với khán giả Âu Mỹ."

### Thời hiện đại (thập niên 1920 trở đi)
Tạp chí Ghost Stories, hầu như không có gì ngoài truyện ma xuất bản từ năm 1926 đến năm 1932.
Đầu thập niên 1940, Fritz Leiber đã viết truyện ma lấy bối cảnh hiện đại, chẳng hạn như "Smoke Ghost" (1941) và "A Bit of the Dark World" (1962). Shirley Jackson có đóng góp quan trọng vào thể loại truyện ma với cuốn tiểu thuyết The Haunting of Hill House (1959).
Nhà văn Anh hiện đại viết truyện ma đáng chú ý là Ramsey Campbell. Susan Hill cũng cho ra đời The Woman in Black (1983), một quyển tiểu thuyết đã được chuyển thể thành kịch sân khấu, truyền hình và phim điện ảnh.

## Phim
Cuối thập niên 1890, các sự kiện siêu nhiên và ma quái bắt đầu được đưa vào phim ảnh. Với sự ra đời của hình ảnh chuyển động và truyền hình, việc khắc họa bóng ma trên màn ảnh trở nên phổ biến, và trải dài trên nhiều thể loại. Tác phẩm của Shakespeare, Dickens và Wilde đều được dựng thành phim, cũng như chuyển thể của các nhà soạn kịch và tiểu thuyết gia khác. Một trong những phim ngắn nổi tiếng nhất là Haunted Castle (1896) của đạo diễn Georges Méliès. Đây cũng được coi là phim câm ngắn đầu tiên mô tả sự kiện ma quái và siêu nhiên.
Năm 1926, Thorne Smith xuất bản tiểu thuyết Topper. Khi cuốn tiểu thuyết được chuyển thể thành phim điện ảnh năm 1937, nó đã khởi xướng thể loại phim mới và ảnh hưởng lan ra cả truyền hình. Sau chiến tranh thế giới thứ hai, mô tả đầy trìu mến về ma trong điện ảnh đã trở nên phổ biến hơn là kinh dị, chẳng hạn như phim The Ghost and Mrs. Muir (1947), sau này được chuyển thể thành phim truyền hình thành công vào năm 1968–70. Những bộ phim kinh dị tâm lý chính thống trong thời kỳ nào bao gồm The Uninvited (1944) và Dead of Night (1945). Bộ phim Blithe Spirit dựa trên vở kịch của Noël Coward cũng được sản xuất trong thời kỳ này. Năm 1963, tiểu thuyết The Haunting of Hill House được chuyển thể thành phim The Haunting.
Thập niên 1970 là lúc khắc họa về ma trên màn ảnh được chia thành nhiều thể loại riêng của lãng mạn và kinh dị. Chủ đề phổ biến trong thể loại lãng mạn thời kỳ này là hồn ma đóng vai trò người dẫn đường hoặc sứ giả ôn hòa, thường là linh hồn chưa thể siêu thoát, chẳng hạn như Field of Dreams (1989), Ghost (1990), và phim hài Heart and Souls (1993). Tác phẩm thuộc thể loại kinh dị bao gồm bộ phim The Fog (1980), và loạt phim A Nightmare on Elm Street trong thập niên 1980 và 1990, là những ví dụ đáng chú ý của xu hướng kết hợp truyện ma với bạo lực thể xác. Thập niên 1990 chứng kiến sự trở lại của hồn ma kiểu "goth" cổ điển, chúng là loại ma gây nhiều nguy hiểm về tâm lý hơn là thể xác. Ví dụ về phim hài hước và bí ẩn thời kỳ nào bao gồm Ghostbusters (1984), The Sixth Sense (1999) và The Others.
Điện ảnh châu Á cũng sản xuất nhiều phim kinh dị về ma, chẳng hạn như Ring (1998) (làm lại ở Hoa Kỳ với tựa đề là The Ring vào năm 2002) và The Eye (2002) của anh em nhà Pang. Phim ma Ấn Độ không chỉ phổ biến ở Ấn Độ mà còn ở Trung Đông, Châu Phi, Đông Nam Á và các khu vực khác trên thế giới. Phim hài/kinh dị Manichitrathazhu là thành công về mặt thương mại, được lồng tiếng sang nhiều ngôn ngữ khác.

## Truyền hình
Trong các chương trình truyền hình hư cấu, ma được khai thác trong các series như Ghost Whisperer, Medium, Supernatural, chương trình truyền hình chuyển thể The Ghost and Mrs. Muir và Randall and Hopkirk (Deceased). Trong hoạt hình truyền hình, ma là nhân tố trung tâm trong loạt phim như Casper Con Ma Thân thiện, Danny Phantom và Scooby-Doo.